# Simp
“simp”是一個英文網際網路用語，主要形容對某人給予過度關注和憐惜，但通常得不到相同回報的人；一般是為了追求親密關係。《市井词典》將simp定義為「為喜歡的人付出太多的人」。無論男女，做這種行為皆被稱為「simping」，通常目標對象包括名人、政治人物、E女孩和E男孩。以台灣中文的語境用法，在男女交往的語境下使用，大約相等於自願被心儀的對象踐踏欺負而仍無悔付出的"工具人"。

## 起源
「simp」的起源，最早能追溯到1903年，為英語「simpleton（傻瓜）」的縮寫。1923年《紐約時報》，在由莉蓮·亨德森撰寫的專欄中，该词被用于批評美國新澤西州大西洋城兩個俱樂部的未婚男子：
這些單身的simps不敢放手一搏，也不願為了娶妻而分享他們的收入。（Those bachelor simps are afraid to take a chance and too tight to share their earnings with a wife.）
「simp」從1980年代開始就具有某人太「柔和」和「過度同情」的含義，當時西岸嘻哈的歌手Hugh E.M.C.、Too Short和E-40都曾使用該詞。
1999年，這個詞在Three 6 Mafia的歌曲〈Sippin'on Some Syrup〉中出現，作為皮條客的反義詞；Too Short將「simp」形容為「仿冒的皮條客」。根據Gizmodo澳洲，該詞已被表達對平庸女性盲目崇拜的傻瓜的首字母縮寫。
「simp」的正式定義出現在2005年的《市井詞典》 中，並繼續被饒舌歌手使用到2010年代。當該詞流入男性空間、非自願獨身和男人自行之路的網路論壇時，還產生類似的貶義詞，例如「cuck」、「beta」和「white knight」。
這個詞於2019年在TikTok上爆紅，不久後也在Twitch和Twitter上流行。根據Google搜尋趨勢，2018年末至2019年末間，人們對該詞的興趣翻了一倍。
這個詞常被粉絲圈所使用，他們會稱自己是「simps」。據The Daily Dot報導，該詞的大多數用法具有反諷意味，而《MEL雜誌》的抹大拉·泰勒（Magdalene Taylor）則稱用該詞的人「主要是在開玩笑」。

## 現今用法
2020年7月，《阿奇漫畫》的官方Twitter帳戶表示，他們將永久禁止人們在其YouTube頻道上留言他們的角色阿奇·安德魯是「simp」。評論網站《影音俱樂部》認為：「雖然可以很肯定地說，阿奇·安德魯是個相當的simp，還是simp中的simp」，但在漫畫的YouTube頻道上無法找到此類的留言，推文很可能是試圖利用史翠珊效应（欲蓋彌彰）做病毒式行銷。
8月，澳洲政治家比爾·肖頓在澳大利亞廣播公司主頻上使用了該詞，說總理斯科特·莫里森需要「確保他別那麼像唐納·川普的simp」。
9月，Reddit的使用者建立了一個名為「No Simp September（禁simp九月）」的活動，概念類似於「No Nut November（禁尻十一月）」。參與「禁simp九月」的人須承諾戒除：稱讚女性的照片、觀看色情片及贊助線上性工作者，包括E女孩。10月，The Daily Dot的米凱爾·薩倫（Mikael Thalen）指洩露杭特·拜登相片的Twitter網友真是「simping hard」。

11月20日，《Vox》發表了一篇文章，討論被稱為「Mr. Simp Sexual」和該領域最大明星的TikTok用戶—內特·瓦羅內（Nate Varrone）；瓦羅內解釋這個角色：
他來自密歇根州，有個名叫梅利莎（Melissa）的女友，他天殺的很想要她快點回來 […] 他情緒很不穩定。我認為他使用TikTok填補心靈的空缺，並找到了一個新的戀人。這傢伙有很強的性慾。就像得到詛咒一樣。他認為自己必須馬上和人親熱，否則他就會死掉。
2021年1月，《Vogue》報導了一個狂熱崇拜偶像的Instagram帳號，該帳號自稱是「simps」，並表達對當時喬治亞州參議院候選人喬恩·奧索夫的傾心敬慕。

## 批評
雖然該詞最初表示一種特殊的阿諛者，但在廣泛普及後，它開始被視為一種普遍的侮辱。

2020年4月，《男士健康》雜誌上的一篇評論文章描述該詞的使用方式「相當胡搞」；那些進場向別人貼標籤的男人會說：
「如果你曾經稱讚過一個女人，顯然你就是個simp」。
海莉·索恩（Hayley Soen）在《The Tab》雜誌上寫道：「simp已經取代了softboi」，形容一個男孩「浪漫的失敗 […] 無疑這種類型的男孩對女孩是……有點太『好人』了」、「甚至可能沒有正常青少年的聊天方式」；根據《旗幟晚報》報導，儘管「該用語可能破壞人們在情感上的連結，但也具有一定的價值及潛在的冒犯含義」。
《紐約時報》的埃茲拉·馬庫斯（Ezra Marcus）和喬納·布羅姆維奇（Jonah Bromwich）將這一術語描述為仇視女性，同時也表達了對性別不平等的不適感。
The Daily Dot的瑪麗亞（María）寫道，雖然該詞通常「具有諷刺意味，沒有厭女主義的語氣」，但「在某些反女權主義的地方，被稱為simp並不需要太多原因」，並且「從分手後的思念到尊重女性的一切都可以被視為在simping」。
抹大拉·泰勒寫道，「simp」的概念似乎是「指一個對女生很好的傢伙，或只是不喜歡垃圾」，並且「又是男人自行之路與厭女症的另一頭替罪羊」。

### Twitch禁令
2020年5月，網路部落格Kotaku報導影音串流平台Twitch正在壓制含有「simp」的表情符號，並指自2月下旬以來，他們一直在「瘋狂的刪除simp表情符號」。
Twitch通常要求合作夥伴用戶如欲嵌入表情符號，須提交申請，以供檢查；這些表情，大多數都只是描繪了直播主或虛構人物，舉著標有「SIMP」的符號，或者是文字本體的栅格化。2020年12月，科技網站The Verge描述這詞已成為「Twitch社群的最愛」。
2020年12月，Twitch宣布將對使用「simp」、「incel（非自願獨身）」和「virgin（處女、男）」等冒犯性詞彙的直播主和留言的帳戶採取行政措施。
Twitch的營運長莎拉·克萊門斯（Sara Clemens）在直播中表示，儘管在得到批准的情況下，會允許使用該詞，但平台通常會主動拒絕包含這些詞的表情符號。政策還禁止張貼基於「道德缺陷」而「表達劣等」的訊息，是Twitch擴大禁令內容清單的一部分。該政策計劃於2021年1月22日生效。

對政策改動的反應很大部分是負面的；The Daily Dot的布萊恩·羅里（Bryan Rolli）寫道，Twitch「在執行『simp』禁令可能會花上很多時間。」Gizmodo諷刺地說：
「實際上simp和virgin在串流影音平台仍然很受歡迎。」
Screen Rant表示，全面禁止那些字詞與「考慮上下文」的政策，以及更有攻擊性的種族歧視語「nigger（黑鬼）」形成鮮明的對比。根據Ars Technica的說法，Twitch在回應問題行為的報告方面有不一致的舉措。
在與Kotaku的訪談中，受到禁令影響的人們稱這個詞對他們頻道主要是良性的。一位直播主說這「主要是開玩笑，在某些情況下還是一種誇獎」。另一位直播主則承認，有時這個詞會用來形容怪異的行為，使用simp的表情「在我的社群中主要只是個玩笑」。

## 註解
1. ↑  希望利用自己獨特品味和見解吸引異性的男性。